# Babette Allram

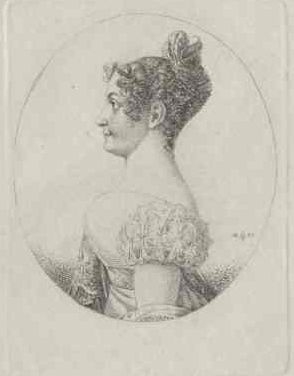
Babette Allram

Babette Allram, geb. Dengler (* 1794 in Zaliszek; † 7. August 1872 in Prag) war eine deutsche Opernsängerin (Sopran/Mezzosopran) und Theaterschauspielerin in Prag.

## Leben
Babette Allram sammelte schon als Kind Bühnenerfahrungen und kam im Alter von 13 Jahren nach Prag. Als Opernsängerin und -schauspielerin widmete sie sich vor allem dem komischen Fach, dem Singspiel und der Lokalposse. Mit nur 16 Jahren heiratete sie den ebenfalls am Prager Ständetheater unter Johann Carl Liebich engagierten Schauspieler Josef Allram.
Unter der Direktion von Johann August Stöger spielte sie Rollen der „komischen Alten“ bzw. „komischen Mutter“. Aber auch als „eitle, verliebte und zänkische Jungfer, als böses Weib, unangenehme Kokette“ hatte sie großen Erfolg. Am 1. Juli 1841 ging sie in Pension, aber trat in den folgenden Jahren noch als Gastschauspielerin in Prag auf. Eine ihre letzten, hervorragenden Leistungen war „Das alte Weib“ in der Oper „Der Verschwender“ von Ferdinand Raimund.
Babette Allram zog sich ab den 1850ern von der Bühne zurück und verstarb im Alter von 78 Jahren, am selben Tag wie ihr Freund und Theaterkollege Emil Devrient.
Ihre Töchter waren die Sängerinnen und Schauspielerinnen Gabriele Allram und Marie Allram, letztere war verheiratet mit dem Schauspieler Ignaz Illner.